# Mitrella tenebrosa
Mitrella tenebrosa is een slakkensoort uit de familie van de Columbellidae. De wetenschappelijke naam van de soort is voor het eerst geldig gepubliceerd in 2005 door Rolán.